# Млечник печёночный
Мле́чник печёночный (лат. Lactárius hepáticus) — гриб рода Млечник (Lactarius) семейства Сыроежковые (Russulaceae). Несъедобен из-за острого вкуса.

## Морфология
Шляпка 3—6 см в диаметре, печёночно-коричневая, иногда с оливковым оттенком, гладкая, с вдавленным или слегка воронковидным центром.
Пластинки довольно частые, розоватого, коричневого или охристого цвета, приросшие или низбегающие.
Споровый порошок кремовый или розово-кремовый.
Ножка 3—6×0,6—1 см, цилиндрическая, одного цвета со шляпкой или светлее.
Мякоть тонкая, ломкая, кремовая или светло-коричневая, едкая. Млечный сок желтеет на воздухе.

## Экология и распространение
Образует микоризу с сосной. Произрастает на кислых, песчаных почвах.

## Сходные виды
- Lactarius rufus — Горькушка — млечный сок не меняет цвета на воздухе.
- Lactarius badiosanguineus — шляпка более блестящая, красно-коричневая.
- Lactarius theiogalus — Млечник чахлый — шляпка намного светлее, млечный сок также желтеет на воздухе.